# Stictolissonota arcuata
Stictolissonota arcuata är en stekelart som beskrevs av Dali Chandra och Gupta 1977. Stictolissonota arcuata ingår i släktet Stictolissonota och familjen brokparasitsteklar. Inga underarter finns listade i Catalogue of Life.